# Шістнадцята весна
«Шістнадцята весна» (рос. «Шестнадцатая весна») — радянський художній фільм 1962 року, знятий на Свердловській кіностудії.

## Сюжет
Закоханий в більш старшу дівчину Наташу (Роза Макагонова) юний Славка кидає школу і мріє, як вона, працювати екскаваторником на будівництві нового селища, але влаштовується автослюсарем в гараж при цьому будівництві. Потрапивши під вплив випиваючих «наставників» він намагається виїхати з дому, почати роботу на новому місці. Але справжні друзі Наташа і Олексій (Валеріан Виноградов) допомагають йому повернутися в школу, переосмислити свої минулі помилки, почати правильне життя і знайти в ньому своє місце.

## У ролях
- Володимир Гоголинський — Славка Корабльов
- Роза Макагонова — Наташа Мінаєва, екскаваторщиця
- Валеріан Виноградов — Олексій Михайлович Марченко (озвучив Юрій Саранцев)
- Олександра Попова — Поліна Степанівна Корабльова, мама Славки
- Костянтин Максимов — Павло Петрович Кокорін, працівник автобази
- Костянтин Сорокін — дядя Петя, слюсар-наставник з гаража автобази
- Олександр Стрельников — Панков, працівник гаража автобази (озвучив Михайло Глузський)
- Валентин Чернишов — Вітя, друг Славки, юннат в шкільному крільчатнику (озвучив Семен Морозов)
- Зоя Федорова — сусідка Корабльових
- Костянтин Щепкін — Сергій Ілліч, вчитель хімії
- Володимир Курочкін — робітник, учень вечірньої школи
- Світлана Єсіна — епізод
- Людмила Соколова — епізод
- Марк Бернес — текст від автора

## Знімальна група
- Режисер — Ярополк Лапшин
- Сценаристи — Юлій Дунський, Валерій Фрід
- Оператор — Василь Кирбижеков
- Композитор — Юрій Левітін
- Художник — Юрій Істратов